# Едді Антуан
Едді Антуан (фр. Eddy Antoine; нар. 12 вересня 1949, Гаїті) — гаїтянський футболіст, виступав на позиції півзахисника.

## Клубна кар'єра
Футбольну кар'єру розпочав на батьківщині, де виступав за «Расінг Клюб Гаітьєн». У 1975 році виїхав до США, де того розу відзначився 3-а голами за «Нью-Джерсі Амеріканс». У 1978 році захищав кольори «Чикаго Стінг», за який провів 6 поєдинків та відзначився 1 голом у NASL.

## Кар'єра в збірній
У футболці національної збірної Гаїті виступав у 70-х роках XX століття. Учасник кваліфікації до Мундіалю 1974 року. Кваліфікація завершилася для гаїтян виходом до фінальної частини турніру. Перемога в кваліфікації чемпіонату світу 1974 року означала й перемогу в Чемпіонаті націй КОНКАКАФ 1973, оскільки обидва турніри були пов'язані між собою.
Під час чемпіонату світу 1974 року в ФРН Едді Антуан зіграв у виїсих трьох матчах групового етапу збірної Гаїті — проти Італії, Польщі та Аргентини.
Учасник кваліфікації чемпіонату світу 1978 року в Аргентині, однак гаїтяни поступилися місцем у фінальній частині чемпіонату світу збірній Мексиці.
У складі національної збірної Гаїті виступав з 1973 по 1977 рік, за цей час в офіційних матчах під егідою ФІФА провів 13 поєдинків.

## Титули і досягнення
- Переможець Чемпіонату націй КОНКАКАФ: 1973
- Срібний призер Чемпіонату націй КОНКАКАФ: 1977